# سالفاکورپ
سالفاکورپ (به اسپانیایی: SalfaCorp) شرکت املاک و مستغلات شیلیایی است، که در زمینه ساخت‌وساز، املاک مسکونی، اداری، تجاری، زیرساخت‌های شهری و توسعه املاک و مستغلات فعالیت می‌کند.
شرکت سالفاکورپ در سال ۱۹۲۹ تأسیس شد و در حال حاضر دارای عملیات در کشورهای آرژانتین، کلمبیا، شیلی، پرو، چین و مالزی می‌باشد.
دفتر مرکزی این شرکت در شهر سانتیاگو، شیلی قرار دارد و بخشی از سهام آن در بازار بورس اوراق بهادار سانتیاگو معامله می‌شود.